# EK Большой Медведицы
EK Большой Медведицы (лат. EK Ursae Majoris) — поляр, двойная катаклизмическая переменная звезда типа AM Геркулеса (XM) в созвездии Большой Медведицы на расстоянии (вычисленном из значения параллакса) приблизительно 2362 световых лет (около 724 парсеков) от Солнца. Видимая звёздная величина звезды — от более +19,5m до +18m.

## Характеристики
Первый компонент — аккрецирующий белый карлик.